# William Hepworth Dixon
William Hepworth Dixon (Great Ancoats (Manchester mellett), 1821. június 30. – London, 1879. december 27.) angol író.

## Életútja
Jogot tanult, de aztán teljesen az irodalom művelésére adta magát. Számos lap munkatársa volt és 1854-től 1869-ig ő szerkesztette az Athenaeum c. lapot. Beutazta Európa legnagyobb részét, Kis-Ázsiát, Egyiptomot és Amerikát. 
Művei közül felemlítjük: The London prisons (London, 1850); John Howard and the prison world of Europa (Augsburg, 1854); William Penn (1851), valamint Robert Blake (1852) életrajzait; egy epizódot a History of England during the Common-wealth, Personal history of Lord Bacon from unpublished papers (1861) és The story of Lord Bacon's life (1862) c. művekben. 1863-ban kiadta a Fasti Eboracenses első kötetét: Lives of archbishops of York. Palesztinai útjáról ír The holy Land (London, 1865, 2 köt.) c. művében; New America (1867) c. könyvében pedig amerikai útjáról ad számot. Nagy feltűnést keltett Spiritual wives (1868, 2 köt.) c. műve, melyben a felekezeti élet beteges kinövéseit támadta meg; Her Majesty's Tower (London 1869-71. 4 köt.); Free Russia; The Switzers (1872); History of two queens: Catherine of Aragon and Anna Boleyn (1873, 4 köt.); The White conquest (1875); 2 novella: Diana, Lady Lyle (1877) és Ruby Grey (1878); Royal Windsor (1879, 4 köt.); British Cyprus (1879). 
Dixon művei a Tauchnitz-féle gyűjteményben 23 kötetben jelentek meg.